# L'Italia s'è rotta
Pour plus de détails, voir Fiche technique et Distribution.
L'Italia s'è rotta est une comédie à l'italienne réalisée par Steno et sortie en 1976.

## Synopsis
Les deux Siciliens Peppe et Antonio décident, après une mauvaise aventure avec des mafiosi trafiquants de drogue, de quitter la froide et raciste Turin pour retourner dans leur terre natale. Ils sont accompagnés d'une belle fille de Vénétie, Domenica, qui est arrivée dans le Piémont à la recherche d'un emploi mais qui, à la suite d'une série de revers, est obligée de faire le trottoir. Tous trois traversent l'Italie, rencontrant divers personnages plus corrompus et mesquins les uns que les autres, mettant en évidence les raisons de la crise qui secoue le pays. Lorsqu'ils arrivent enfin chez eux, en Sicile, ils sont pris dans une longue querelle de famille et se rendent compte que même leur Sud bien-aimé n'est pas le paradis qu'ils espéraient trouver à la fin de leur voyage.

## Fiche technique
- Titre original italien : L'Italia s'è rotta[1] (litt. « L'Italie est en panne »)
- Réalisateur : Steno
- Scénario : Steno, Sergio Donati, Luciano Vincenzoni, Giulio Questi
- Photographie : Aldo Tonti
- Montage : Raimondo Crociani
- Musique : Enzo Jannacci
- Décors : Gianni Polidori (it)
- Costumes : Gianfranco Carretti
- Société de production : Splendid Pictures
- Pays de production : Italie
- Langue originale : italien
- Format : Couleurs - Son mono
- Durée : 105 minutes
- Genre : Comédie à l'italienne
- Dates de sortie :
  - Italie : 1976 (visa délivré le 7 avril 1976)

## Distribution
- Dalila Di Lazzaro : Domenica Chiaregato
- Mario Scarpetta (it) : Antonio Mancuso
- Teo Teocoli : Peppe Truzzoliti
- Enrico Montesano : voleur romain
- Mario Carotenuto : le capitaine Amedeo Zerolli
- Alberto Lionello : le sculpteur, l'oncle de Domenica
- Franca Valeri : la comtesse Giovanna
- Pietro Zardini : commerçant d'appareils électriques
- Duilio Del Prete : censeur
- Orazio Orlando : Oronzo, le professeur
- Clelia Matania : la mère de Peppe
- Carla Calò : mère d'Antonio et Rosalia
- Loris Bazzocchi : trafiquant de drogue
- Sergio Di Pinto : fils de Zerolli
- Marisa Laurito : Rosalia, sœur d'Antonio
- Giovanni Pallavicino : chef de la mafia
- Armando Marra (it) : Scognamiglio
- Barbara Herrera : Mme Pautasso